# Minettia eoa
Minettia eoa är en tvåvingeart som beskrevs av Shatalkin 1992. Minettia eoa ingår i släktet Minettia och familjen lövflugor. Inga underarter finns listade i Catalogue of Life.